# 相信希望fight & smile賑災募款晚會
《相信希望fight & smile賑災募款晚會》，是台灣對於日本311大地震的賑災特別節目，由華視、中視、公視基金會、中華民國紅十字會等共同製作。

## 提要
2011年3月11日，日本宮城縣發生芮氏規模9.0的三一一大地震，發生各項嚴重災難。基於「人溺己溺，人饑己饑」之精神，當時擔任中華民國電視學會理事長的民視總經理陳剛信便協調台灣五大無線電視台（台視、中視、華視、民視、公視基金會）共同製播賑災特別節目；但最後由於各項原因談不攏，最終民視與台視獨立於前一天舉辦《送愛到日本 311震災募款晚會》。而華視、中視與公視則與其他電視台共同製播此慈善節目，並同時公開由音樂製作人陳建寧製作、近百位歌手及演藝人員共同演唱的主題曲《BELIEVE-相信愛》，截至3月19日00：30分止，募集的善款共超過新台幣8億9仟多萬元（3月17日1億1仟4佰多萬元；3月18日7億8仟多萬元）。

### 主持人
沈春華、張菲、利菁、曾國城、白冰冰、徐乃麟......等。

### 參與人員
台北市長郝龍斌、新北市長朱立倫、台南市長賴清德、江蕙、孫燕姿、翁倩玉、林育群、魔術師劉謙、林志玲（電話連線）、蔡依林（電話連線）、鳳飛飛（電話連線）、吳克群（電話連線）、賈靜雯（電話連線）、劉德華（錄影）、三立電視《超級偶像》歌手、民視《明日之星Super Star》歌手、豪記唱片歌手、柏合麗娛樂傳媒歌手及藝人、阿爾發唱片歌手、金牌大風歌手、滾石唱片歌手、三立電視《型男大主廚》、曾國城、民視《新兵日記》、三立電視《犀利人妻》、民視《夜市人生》、三立電視《家和萬事興》、伊林模特兒經紀公司等近百人。

## 籌備工作
《相信希望》募款晚會由華視、中視、公視、中天電視、緯來育樂台共同聯播，並與日本電視台同步連線。江蕙、蔡健雅、田中千繪、阿信、蕭敬騰、范逸臣、黃品源.....等超過50組歌手參與公益主題曲《Believe》配唱，總統馬英九負責開頭口白，江蕙領唱第一句，她重感冒，表示唱第一句壓力很大，MV由導演鄺盛拍攝。今晚的募款晚會將由吳宗憲、侯佩岑、徐乃麟、曾國城、張菲、利菁、白冰冰等人輪番主持。蔡依林、周杰倫、羅志祥....等藝人將電話或現場連線，徐熙娣、蔡康永及陶晶瑩錄製VCR，張惠妹、孫燕姿、徐若瑄、翁倩玉（捐出版畫義賣）、賀軍翔、張鈞甯、言承旭、費玉清、伍佰、康康.......等藝人到場參與。總統馬英九夫婦（第一夫人周美青）擔任接線生。最受日本粉絲喜愛的F4確定無法合體，朱孝天將出席，吳建豪暫定參與，周渝民在北京工作等。另外日本足球巨星中田英壽在18日下午來台也參加了《相信希望》晚會，並慷慨捐出當年比賽時期的簽名戰鞋一雙及球衣兩件（中田英壽於海地震災捐出的球鞋最終義賣金額達150萬美金，折合約4500萬新台幣以上），令人遺憾的是，在未經義賣喊價程序的情況下，身為晚會節目製作人的王偉忠、徐乃麟與事前不知情的曾國城以新台幣30萬元的價格買下了世界級足球明星（中田）所捐贈出來的球鞋跟球衣，事實遠低於物品實際價值的實值金額，引來收看直播節目的眾多網友一陣躂伐之聲。網友認為，以其賑災節目製作人的身份，中途攔截物品，不但未給他人出價的機會，也斷了可以經由拍賣獲得更高募款金額的機會，其心可議。也因此被網友戲稱為為幹鞋哥，而當時代為開口說王偉忠要直接買下球鞋的是協同主持人之一的吳宗憲。

### 播出頻道
電視：民視新聞台、台視、中視數位台、中視綜藝台、華視主頻、華視休閒頻道、華視MOD新聞頻道、公共電視、三立都會台、TVBS歡樂台、壹電視、八大電視、超級電視、人間衛視、中天亞洲台、中天北美台、愛爾達綜合台、愛爾達手機頻道、日本電視台、Astro AEC...等近二十多個頻道。
廣播：中央廣播電台、好事聯播網
當天募款晚會台灣主要媒體超過30個跨平台組成，共超過20個國內外媒體頻道直播，尤其是在總統出席、費玉清及中田英壽登場3段節目主要片段播出後收視率總合超過3，成為晚會最受矚目的焦點。

## 特殊事件
- 王偉忠30萬直購中田英壽戰鞋挨轟 允諾「再捐出義賣」
- 前晚日本足球明星中田所捐贈義賣的簽名戰鞋及球衣兩件在晚會節目製作人的王偉忠、徐乃麟與不知情的曾國城以新台幣30萬元的價格買下後引來網友躂伐，為此王偉忠昨解釋：「這鞋會再捐出義賣，忙中有些沒交代清楚，謝謝大家指教，我們都接受。」 中田英壽魅力殺很大，他前晚參加完慈善晚會後，結束離開時，電視台門口滿是球迷索取簽名，他來者不拒，態度十分親切，後又搭車直接回下榻飯店休息，但他萬萬沒想到，一雙「球鞋」早已掀起網路上唇槍舌劍！ 王偉忠昨日說：「因為必須在短時間內處理，才無法接受義賣，我們也有跟中田英壽的公司講好，不如先玩個遊戲由我們先認購炒熱氣氛，然後再捐出義賣，其實也不光是中田英壽，其他人的東西也沒時間義賣，我們會討論可能在網路上一併處理。」
- 對於網友不滿砲轟，他虛心接受：「忙中沒交代清楚，網友誤會也是很合理，我不太在乎這些，重要是把事情做好。」 徐乃麟昨只覺莫名其妙：「藝人都做到這樣還要怎樣！」曾國城昨正在打籃球，聽到被網友痛罵，他解釋：「昨天義賣品太多了，時間超過太多，我們趕緊把中田英壽的鞋買下來，喜歡的人出錢啊，我們可以再捐出去，但如果網友有非理性或情緒性的話語，我不接受，因為大家都是做事，我不吃這一套。」 也有圈內人為他們３人抱不平，一雙鞋難道可以３人穿嗎？大家做善事還要被罵，網友不可無限上綱。[6]
- 知名製作人王偉忠：「這個是一個時間差的問題，我們現場來不及做任何義賣，那是個起標價，我是想這樣好了，我們3個要先認購，接下來再捐出去就立即可以販賣，在網路上會在什麼可以慢慢標了嘛。」

在2011年3月18日，送愛到日本311震災晚會上，在未經義賣喊價程序的情況下，以遠低於物品實際價值的金額（中田英壽於2010年海地震災捐出的球鞋最終義賣金額達150萬美金，折合約4500萬台幣以上），與徐乃麟、事前不知情的曾國城以新台幣30萬元的價格買下了世界級足球明星中田英壽所捐贈出來的球鞋跟球衣，引來眾多網友一陣躂伐之聲，甚至於facebook成立反王偉忠私吞中田英壽義賣球鞋社群。網友認為，以其賑災節目製作人的臭名身份，中途攔截義賣物品，不但未給他人出價的機會，也斷了可以經由拍賣獲得更高募款金額的機會，其心可議，低價標下更有發災難財之嫌，因此被網友稱為「幹鞋哥」，而在現場代為開賤口說王偉忠要直接買下球鞋的是協同主持人之一的吳宗憲。
中田英壽的球衣球鞋義賣，募款晚會當晚因流程緊迫，先被製作人王偉忠等人直接認購，結果引發網友眾怒扯出「幹鞋風波」。王偉忠隨即宣佈將鞋衣捐出義賣，二度在網路上拍賣競標，期間又遭有心人士惡搞廢標，終於在27日下午2時結標前3分鐘以1000萬元標出。資深媒體人陳揮文對此事卻有不同看法，他勉勵幹鞋哥，不要向「理盲又濫情」的網友「投降、示弱」。
得標者「WEPEOPLE東西名人」雜誌發行人李冠毅現身說明，他澄清是遠在美國的嬸嬸華真真（本名馬永真）委託競標。李冠毅與中田英壽是相識10多年的好友，而華真真本來就決定為日本震災盡份心力，也支持中田英壽為日本災民募款的心意，因此委託李冠毅競標。李冠毅說，網友撻伐王偉忠封他「幹鞋哥」，讓他跟中田英壽都覺得遺憾，「事前事後我都跟中田英壽清楚講這件事，他完全不知情，但不知怎麼翻譯『幹鞋哥』這3個字，所以這封號沒告訴他。」
李冠毅說，他跟中田英壽也是好友，華視辦「相信希望」募款晚會時，王偉忠當場就告知中田英壽，會自掏腰包，率先標下他球鞋球衣，再拋磚引玉做公益拍賣。「我們事先都不知情，這必須還幹鞋哥一個公道。」李冠毅表示，「除了代表馬永真女士捐出新台幣1000萬元賑災之外，也希望還給王偉忠先生一個台階下」，中田英壽的紀念球衣、球鞋都會交給華真真，盼事情圓滿落幕。

### 個人回應
王偉忠表示，『小災小難受冤枉，老天爺這堂課你還在學。人家說「超級月亮」會帶來災難，果然讓你從救災變成救自己的災。』
|          | 賑災晚會，只想炒熱氣氛，忽略程序正義。雖無人知道我將捐出再義賣，已被蓋上＂幹鞋哥＂。這三字我將善用，以做人生省思。 |
| ——王偉忠 | |

## 註释
1. ↑  送愛到日本311賑災晚會節目英文全名：Send love to the 311 earthquake in Japan show

## 外部連結
- （繁體中文） 相信希望募款晚會
  - YouTube上的相信希望Fight & Smile募款晚會主題曲(4分鐘完整版MV)
  - YouTube上的《相信希望Fight & Smile》募款晚會實況1/5
  - YouTube上的《相信希望Fight & Smile》募款晚會實況2/5
  - YouTube上的《相信希望Fight & Smile》募款晚會實況3/5
  - YouTube上的《相信希望Fight & Smile》募款晚會實況4/5
  - YouTube上的《相信希望Fight & Smile》募款晚會實況5/5
- （繁體中文） 華視 （页面存档备份，存于）
- （繁體中文） 中視[永久]
- （繁體中文） 台視 （页面存档备份，存于）
- （繁體中文） TVBS臉書家族網
- （繁體中文） 壹電視 （页面存档备份，存于）